# Gutspark, Lindenallee und Storcheneiche Radewitz
Gutspark, Lindenallee und Storcheneiche Radewitz este o arie protejată (arie specială de conservare — SAC, sit de importanță comunitară — SCI) din Germania întinsă pe o suprafață de 10 ha, integral pe uscat.

## Localizare
Centrul sitului Gutspark, Lindenallee und Storcheneiche Radewitz este situat la coordonatele 53°17′37″N 14°09′24″E / 53.2936°N 14.1567°E.

## Înființare
Situl Gutspark, Lindenallee und Storcheneiche Radewitz a fost declarat sit de importanță comunitară în aprilie 2004 pentru a proteja 2 specii de animale. Situl a fost protejat și ca arie specială de conservare în august 2016.

## Biodiversitate
Situată în ecoregiunea continentală, aria protejată nu include niciun habitat protejat.
La baza desemnării sitului se află mai multe specii protejate de  nevertebrate (2): croitorul mare al stejarului (Cerambyx cerdo), Osmoderma eremita